# Landschaftsschutzgebiet Bachtal mit Hanggrünland zwischen Siekfeld und Vallentrup
Das Landschaftsschutzgebiet Bachtal mit Hanggrünland zwischen Siekfeld und Vallentrup mit etwa 55 ha mit Flächengröße liegt im Gemeindegebiet von Extertal in Nordrhein-Westfalen. Es wurde 2007 mit dem Landschaftsplan Nr. 5 Extertal durch den Kreistag des Kreises Lippe erstmals als Landschaftsschutzgebiet (LSG) ausgewiesen.

## Beschreibung
Das LSG umfasst naturnahes Seitental der Exter (Weser) mit angrenzendem Hanggrünland nördlich Bösingfeld, wobei das LSG direkt an die Bebauung anschließt. Zwei Bauernhöfe, die nicht zum LSG gehören, liegen wie Inseln im Gebiet. Im LSG liegen zwei gefasste Quellbereiche mit Bäche die begradigt nach Nordwesten Richtung Exter fließen. Bei Bauernhof am Alter Postweg vereinigen sich die beiden namenlosen Bäche. Die Bäche werden vornehmlich von beweidetem Grünland begleitet. Auf bauernhofnahen Flächen stehen alte Baumgruppen und -reihen. Bei Siekfeld befinden sich Ufergehölze und Hecken an den Hangkanten. Der Bach mäandriert hier leicht. Weiter im Unbachunterlauf gibt es deutliche Mäander. Hier durchfließt der Bach einen naturnahen Erlen-Eschenbestand. Das Bachtal weist hier angrenzendes Hanggrünland und Brachen auf. Das Gebiet ist beeinträchtigt durch Gewässerausbauten und Quellfassungen.

## Schutzzwecke für das LSG
Laut Landschaftsplan erfolgte die Ausweisung des LSG:
- „zur Erhaltung und Wiederherstellung der Leistungsfähigkeit des Naturhaushaltes in ökologisch besonders wertvoll strukturierten Bereichen mit Wasser-, Klima- und Biotopschutzfunktionen,“
- „zur Erhaltung und Wiederherstellung von Quellbereichen und naturnahen Fließgewässern, Grünland, Kalkhalbtrockenrasen und naturnahen Waldbereichen unter schiedlicher Feuchtestufen, Feldgehölzen, Hecken und Obstwiesen,“
- „zur Erhaltung morphologisch ausgeprägter Bereiche zur Sicherung der landschaftlichen Eigenart und Vielfalt für die Erholung,“
- „zur Erhaltung wertvoller Biotopkomplexe aus Wald-Grünlandbereichen, Fließgewässern und Quellen sowie Biotopen nach § 62 LG mit wichtigen Refugial-, Puffer-, Trittstein- und Vernetzungsfunktionen,“
- „zur Erhaltung und Wiederherstellung wichtiger Rückzugsräume für die bedrohte Tier- und Pflanzenwelt,“
- „zur Sicherung von kulturhistorisch bedeutsamen Landschaften, z. B. Terrassenkulturlandschaften,“
- „zur Sicherung der das Orts- und Landschaftsbild gliedernden und belebenden und die dörflichen Siedlungsstrukturen prägenden Freiraumelemente.“[1]